# 大嶽部屋

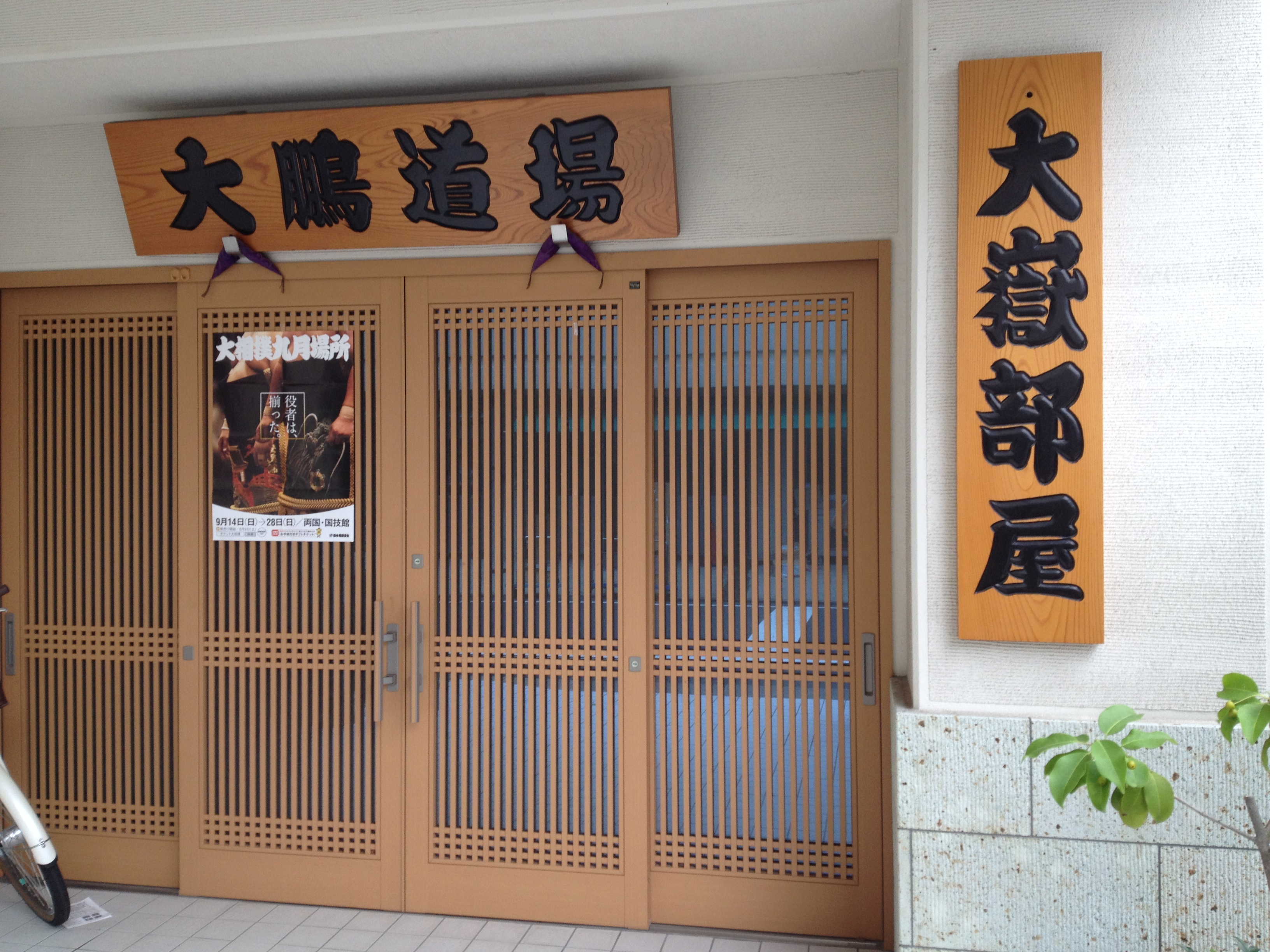
大嶽部屋

大嶽部屋（おおたけべや）は、日本相撲協会所属で二所ノ関一門の相撲部屋。ここでは、前身の大鵬部屋についても記す。

## 歴史

### 大鵬部屋時代
二所ノ関部屋（元大関・佐賀ノ花）所属の横綱・大鵬が1969年（昭和44年）5月場所に史上初となる30回目の優勝を達成。この功績を讃えて同年9月場所初日に日本相撲協会から一代年寄「大鵬」が授与された。大鵬は1971年（昭和46年）5月場所限りで引退し、一代年寄・大鵬を襲名。同年12月に十数名の内弟子と花籠部屋所属の12代大嶽（元前頭・花光）を引き連れて二所ノ関部屋から分家独立して大鵬部屋（たいほうべや）を創設した。創設の際に大鵬は、当時の金額で2500万円（当時の大卒初任給は47200円であった）の巨額を投じて新たな稽古場を用意した。大鵬の独立に関して、そのまま部屋を継がせたいと思っていた二所ノ関は快く思っていなかったが、大鵬の後援者の説得によって二所ノ関は納得した旨を、大鵬は後に語っていた。一方で、大鵬が引退間際であった当時の協会執行部は武蔵川理事長を筆頭に、事業部長は引退したばかりの娘婿の出羽海理事（元横綱・佐田の山）、審判部長は春日野理事（元横綱・栃錦）と、出羽海一門一強の感があり、もし大鵬が二所ノ関部屋を継いだらその流れが変わってしまうのではないかと危惧した出羽海一門が、そうならないように大鵬を独立させようと大鵬に一代年寄を認めたとする見方もあった。
創設当時は「大横綱・大鵬」のネームバリューもあり入門希望者が非常に多く、所属力士が50人の大部屋となった。稽古場掲げた掲額に大鵬が現役時代にもサインに書き添えてきた『忍』の一文字があった。1977年（昭和52年）に大鵬が脳梗塞で倒れて以降、一時の勢力は衰えたが、関脇・巨砲や前頭2枚目・嗣子鵬らが関取に昇進し、多数の個性派力士を輩出した。
12代大嶽改め15代放駒（元前頭・花光）が1975年5月場所をもって廃業して以降、部屋付きの親方が不在となっていたが、病床に伏した大鵬一人での力士指導が困難となり同じ二所ノ関一門に所属する13代大嶽（元前頭・若ノ海）、 7代西岩（元前頭・大文字）らが大鵬部屋に移籍し、大鵬の補佐役を務めた。
1992年（平成4年）には、12代阿武松（元関脇・益荒雄）が師匠・17代押尾川（元大関・大麒麟）と押尾川部屋からの分家・独立で揉め、事実上破門された。そこで大鵬は阿武松に助け舟を出し、大鵬部屋に迎え入れ独立に協力。1994年に阿武松部屋を創設するまで在籍した。

### 大嶽部屋時代
二子山部屋所属の貴闘力は、1993年に大鵬の三女と結婚して婿養子となっていた。貴闘力は2002年（平成14年）9月場所限りで引退し、年寄・16代大嶽を襲名した。16代大嶽は自身の引退相撲翌日の2003年（平成15年）2月3日付で大鵬部屋に移籍、以降は部屋付の親方として後進の指導に当たっていたが、2005年（平成17年）5月の大鵬の停年（定年）退職に先立ち、2004年（平成16年）1月1日付で部屋を継承。16代大嶽の継承に伴い、部屋名称が大嶽部屋に変更された。
2004年1月場所においてロシア出身の露鵬が新十両へ昇進し、改称してからは初となる関取が誕生した。
2010年1月に行われた日本相撲協会理事選挙において、貴乃花（元横綱・貴乃花）が二所ノ関一門内の事前調整を拒否して独自に立候補を表明し、16代と部屋付き親方である12代二子山（元十両・大竜）は貴乃花に対する支援を表明して投票したために、大嶽部屋はそれまで所属していた二所ノ関一門から事実上破門された。その後は「貴乃花グループ（のち貴乃花一門）」に参加した。
同年7月4日付で16代が解雇処分を受け、同年7月6日に部屋付き親方である12代二子山が17代大嶽を襲名して部屋を継承した。
2013年7月場所においてエジプト出身の大砂嵐が新十両へ昇進し、17代が部屋を継承してからは初となる関取が誕生した。
2018年7月、貴乃花一門の消滅に伴い、二所ノ関一門に復帰した。
2025年9月29日付で17代大嶽が定年となるため、同日付で同じ二所ノ関一門所属の片男波部屋の部屋付き親方である17代熊ヶ谷（元前頭・玉飛鳥）と名跡交換を行い17代熊ヶ谷が18代大嶽として大嶽部屋を継承することが同年7月31日開催の理事会で承認された。なお、17代大嶽は18代熊ヶ谷となり参与として大嶽部屋に残る。
部屋の正面玄関には縦看板の「大嶽部屋」、横看板の「大鵬道場」の2枚の看板が掲げられている。

## 不祥事
- 2008年8月に発覚した大相撲力士大麻問題に関連して、露鵬が大麻を所持したとして、同年9月2日深夜から3日未明にかけて大嶽部屋が警視庁の家宅捜索を受けた。露鵬は同年9月8日に日本相撲協会からの解雇処分を受け、当代師匠の16代も委員から平年寄への降格処分を受けた。
- 2010年に発覚した大相撲野球賭博問題に関連して、16代大嶽が賭博行為に深く関わったとして、同年7月8日に再び部屋が警視庁の家宅捜索を受けた。
- 2018年3月9日、大砂嵐が2018年1月3日長野県下高井郡山ノ内町で自動車を無免許運転して追突事故を起こし、事故直後の警察による事情聴取に「妻が運転していた」と虚偽の主張をしたほか相撲協会による3回の事情聴取では「自分は運転してない」と嘘の発言をしたとして相撲協会より同日付けで引退勧告の処分を下され、大砂嵐はこれを受け入れ即日引退した。ただし、17代大嶽は当時評議員として選任されていたため、年寄を一時的に退任している状態となっており、形式上協会員ではないため処分の対象にならず、大砂嵐の監督責任を問う処分は直接下されなかった[5]が、自身の報酬の10％を2ヶ月自主返納している[6]。
- 2018年11月9日未明、同部屋所属の幕下力士・神嶽が福岡市東区内で17代大嶽の知人名義の乗用車を酒気帯び運転し、ガードレールに車をぶつける事故を起こし、福岡県警東警察署に事情聴取され書類送検された。無免許運転ではなかったが、日本相撲協会では現役力士の自動車運転を禁止しており、神嶽は11月場所を休場した。その後、同月20日付で警察に報告しなかった道路交通法違反（酒気帯び運転については不起訴）で略式起訴され、罰金2万円の処分が課された。なお、場所後の同月28日付で神嶽の引退が相撲協会から発表されている[7][8]。また、17代大嶽は評議員を大砂嵐の処分後である3月末で退任しており協会員に戻っていたため、処分の対象となり、前出の大砂嵐、神嶽と不祥事が続いたことによる管理責任を問われ、6か月間減給20%の処分を受けている[9]。

## 所在地
- 東京都江東区清澄二丁目8-3
- 都営地下鉄大江戸線、東京メトロ半蔵門線清澄白河駅徒歩3分

## 師匠
大鵬部屋時代
- 一代年寄：大鵬 幸喜（たいほう こうき、横綱・大鵬、北海道）

大嶽部屋時代
- 16代：大嶽忠茂（おおたけ ただしげ、関脇・貴闘力、兵庫）
- 17代：大嶽忠博（おおたけ ただひろ、十両4・大竜、大阪）

## 力士

### 現役の関取経験力士
- 王鵬幸之介（関脇・東京）17代弟子
- 夢道鵬幸成（十14・東京）17代弟子

### 幕内

#### 関脇
- 巨砲丈士（三重）大鵬弟子 ※入門は二所ノ関部屋

#### 小結
- 露鵬幸生（ロシア）大鵬、16代弟子

#### 前頭
- 大砂嵐金崇郎（前1・エジプト）17代弟子
- 嗣子鵬慶昌（前2・長崎）大鵬弟子 ※入門は二所ノ関部屋
- 大若松好弘（前13・埼玉）大鵬弟子
- 大乃花武虎（前13・山梨）大鵬弟子

### 十両
- 榛名富士新司（十2・群馬）大鵬弟子 ※入門は二所ノ関部屋
- 大竜忠博（十4・大阪）大鵬弟子
- 大鷹雅規（十4・岡山）大鵬弟子
- 草竹幸一（十11・宮崎）大鵬弟子
- 翔鵬豪一（十11・新潟）大鵬弟子 ※入門は二所ノ関部屋
- 頂ノ郷昌登（十12・神奈川）大鵬弟子
- 綾の海金太郎（十13・青森）大鵬弟子
- 大石田謙治（十13・神奈川）大鵬弟子
- 大殿英武（十13・青森）大鵬弟子